# Шпухіль (мая)
Шпухіль (ісп. Xpujil) — руїни міста цивілізації мая в штаті Кампече (Мексика). Назва з мови мая перекладається як «Хвіст кота» (назва місцевої рослини Heliotropium angiospermum родини Шорстколисті).

## Історія
Старовинна назва невідома. Утворено близько 400 року до н. е. (середина докласичного періоду). На початку класичного періоду ахави Шупіля визнали зверхність царства зі столицею в городищі Бекан. Розквіт Шпухіля відбувався в період 500—750 років н. е., а занепад настав близько 1100 року. Остаточно місто було залишено близько 1200 року.

## Опис
Розташовано на відстані 1 км від сучасне місто Шпухіль, неподалік від городища знаходяться старовинні руїни Бекана і Калакмула (в межах біосферного заповіднику Калакмул), 10 км від Чиканни, 80 км від Четумаля.
На території виявлено 17 груп споруд, які здебільшого відносяться до архітектурного стилю Ріо-Бек. Більшість зведено між 600 та 800 роками. Кам'яні блоки були вирізані за єдиним розміром, а потім вкриті шаром стукко. Для прикрашення стін використовувалася мозаїка з каменю, насамперед нефриту та піриту.
Лише Споруда I (палац володаря) не відноситься до даного архітектурному стилю. Порівняно невелика будівля з галереєю по фасаду увінчана трьома вежаподібними пірамідами: дві по краях і одна — в центрі; профілі їх нагадують тікальські. Розташовані на платформі 53 м завдовжки, 26 м завширшки і 2 м заввишки. Центральна межа 18 м заввишки, має 12 кімнат, орієнтованих на 4 боки світу. Між сходовими ступенями розміщені величезні квадратні маски божества дощу; такими ж масками прикрашені і покрівельні гребені. Увесь храм споруджено на низькій платформі, до кожної з трьох дверей ведуть окремі маленькі сходи.
Споруда II розташована на схід від Споруди I, має фасад, невеличкі кімнати та хибну арку. Споруда III є важливим житловим комплексом. Споруда IV являє собою дворівневий житловий комплекс. Його барельєфи прикрашені хрестоподібними мотивами та Т-подібними елементами.

## Історія досліджень
Було виявлено у 1938 році Карлом Руппертом та Джон Денісоном. У 1950-х роках кераміку міста вивчав Д.Брейнерд. Широко відома реконструкція палацу Шпухіль, що виконана американським маяністом Тетяною Проскуряковою.